# Hans Rohleder
Hans Rohleder (* 22. Mai 1929 in Freital; † 21. Januar 2011 in Schkeuditz) war ein deutscher Physiker, spezialisiert auf Mathematische Kybernetik und Rechentechnik sowie auf Informatik. Er gehört zu den Pionieren für theoretische Grundlagen zur Steuerungstechnik (Schaltalgebra), Rechentechnik und Informatik. Er war Hochschullehrer an der Universität Leipzig.

## Ausbildung und Berufseinstieg
Hans Rudolf Rohleder war der Sohn des Volksschullehrers Rudolf Rohleder und seiner Ehefrau Johanna Rohleder, geb. Kuniß. Von 1935 bis 1939 besuchte er die Volksschule in Freital-Potschappel, anschließend die Staatliche Oberschule für Jungen in Dresden-Plauen.
Nach dem Abitur 1947 ging er zum Studium der Fachrichtung Physik an die Technische Hochschule Dresden (TH Dresden). Im November 1952  legte er die Diplomhauptprüfung ab und erhielt den akademischen Grad Diplom-Physiker.
Der Berufseinstieg von Rohleder erfolgte unmittelbar danach Ende 1952 als  Wissenschaftlicher Mitarbeiter am Institut für Angewandte Mathematik der TH Dresden. Im Oktober 1955 wechselte er für zwei Jahre als  Wissenschaftlicher Assistent an das Institut für Mathematische Logik der Humboldt-Universität zu Berlin (HUB). Dieser Wechsel erfolgte auf Anregung des Berliner Mathematikers und Logikers Karl Schröter, um die eigenen Forschungen von Rohleder zur Schaltalgebra durch seine spezielle Zusatzqualifikation als Mathematiker auf ein solides theoretisches Fundament zu stellen.
Mit Jahresbeginn 1958 kehrte er wieder nach Dresden zurück auf eine Stelle als Wissenschaftlicher Assistent am Institut für Maschinelle Rechentechnik der TH Dresden, die er bis 1962 innehatte. Rohleder als Physiker und Mathematiker war in diesem Institut an der Entwicklung eines der ersten Kleinrechner auf Relaisbasis bei Nikolaus Joachim Lehmann beteiligt. Am Anfang seiner Arbeiten stand zunächst der Abschluss seines Promotionsverfahrens zum Dr. rer. nat. an der Mathematisch-Naturwissenschaftlichen Fakultät der TH Dresden. In den folgenden Jahren  übernahm er auch Gastvorlesungen über Schaltalgebra, Maschinelle Rechentechnik, Höhere Mathematik und  Variationsrechnung an der ursprünglichen Hochschule für Chemie Leuna-Merseburg, an der Hochschule für Verkehrswesen in Dresden sowie an der ehemaligen Hochschule für Elektrotechnik Ilmenau. Parallel wirkte er von 1960 bis 1962 an der  Arbeitsstelle für mathematische Linguistik und Automatisches Übersetzen der Deutschen Akademie der Wissenschaften zu Berlin (DAW) in Berlin. Anfang 1962 habilitierte sich Rohleder zum Dr. rer. nat. habil. an der TH Dresden. Gleichzeitig hat er die Lehrberechtigung (Venia legendi) für das Fachgebiet Maschinelle Rechentechnik erhalten. Er durfte somit die Bezeichnung Privatdozent führen.

## Hochschullehrer in Leipzig
1962 erfolgte die Berufung von Hans Rohleder zum Professor mit Lehrauftrag für Maschinelle Rechentechnik am Rechenzentrum der Mathematisch-Naturwissenschaftlichen Fakultät der Karl-Marx-Universität Leipzig (KMU). Hiernach folgte 1969  seine Berufung zum Ordentlichen Professor für Mathematische Kybernetik und Rechentechnik der KMU,  Sektion Rechentechnik und Datenverarbeitung. 1973 wechselte er auf demselben Fachgebiet an die Sektion Mathematik in der Fakultät für Mathematik und Naturwissenschaften der KMU.
Rohleder setzte hier in Leipzig sein ursprünglich mit der Habilitationsschrift aufgebautes Forschungsgebiet zur mathematischen Schaltalgebra mit Anwendungsmöglichkeiten in der Steuerungstechnik intensiv fort. Mit seinen erfolgreichen wissenschaftlichen Arbeiten erlangte er sowohl nationales als auch internationales Ansehen. Er kooperierte eng mit der Deutschen Akademie der Wissenschaften zu Berlin (DAW), Institut für „Regelungs- und Steuerungstechnik“ in Dresden (Direktor: Heinrich Kindler). Hier bestand damals eine eigene spezialisierte Abteilung für Steuerungstechnik/Schaltsysteme (Leiter: Siegfried Pilz, danach Hans-Joachim Zander).
Im Zuge der Akademiereform, die parallel zur Hochschulreform in der DDR ebenfalls 1968 begann und bis 1972 dauerte, wurde das „Institut für Regelungs- und Steuerungstechnik“ Dresden als „Bereich Technische Kybernetik“ in das 1972 neu gegründete Zentralinstitut für Kybernetik und Informationsprozesse (ZKI) Berlin eingeordnet (Gründungsdirektor: Horst Völz). An Zander wurde neben der bestehenden Leitung der Abteilung Schaltsysteme auch die Gesamtleitung des Dresdener Bereiches übertragen, sodass die Kooperation mit Rohleder weiterhin erfolgreich fortgeführt werden konnte. So wurde auf Grund des erreichten wissenschaftlichen Standes in der DDR, zu dem Rohleder mit seinen mathematischen Grundlagenarbeiten zur Schaltalgebra beigetragen hat, auf Vorschlag der International Federation of Automatic Control (IFAC) das 2. IFAC-Symposium Discrete Systems 1977 in Dresden durchgeführt, an dem auch Hans Rohleder aktiv beteiligt war. In dem von Hans-Joachim Zander geleiteten Internationalen Programmkomitee haben von deutscher Seite Karl Heinz Fasol (Ruhr-Universität Bochum), Manfred Thoma (Universität Hannover), Siegfried Pilz (TH Ilmenau), Hans  Rohleder (Universität Leipzig) und Gerhard Merkel (Robotron, Zentrum für Forschung und Technologie Dresden) mitgewirkt. Als USA-Vertreter gehörten dem Komitee an: E. J. McCluskey, J. Hartmanis und S. H. Unger. Die UdSSR war vertreten durch M. A. Gawrilow, W. G. Lasarew, E. A. Yakubaitis und A. D. Zakrevskij. Durch namhafte Wissenschaftler wurden die Länder Bulgarien, Belgien, Frankreich, Großbritannien, Polen, Schweiz, Tschechoslowakei und Ungarn repräsentiert.
Nach der deutschen Wiedervereinigung war Rohleder ab Herbst 1991 übergangsweise als Professor mit Anstellung (nach BAT-O/I a) am Institut für Mathematik im Fachbereich Mathematik/Informatik der Universität Leipzig tätig. Zum Juni 1992 erfolgte seine Berufung als C4-Professor neuen Rechts für Informatik an der Universität Leipzig. Bis 1994 wirkte er als Professor für Mathematische Grundlagen der Informationsverarbeitung am Institut für Informatik der Fakultät für Mathematik und Informatik der Universität Leipzig. Per Ende Mai 1994 erfolgte mit Erreichen der Altersgrenze seine Abberufung und Emeritierung.

## Akademische Selbstverwaltung, Mitgliedschaften und Ehrungen (Auswahl)
- 1962–1969  Leiter des Organisations- und Rechenzentrums der KMU Leipzig
- 1969–1973  Direktor der Sektion Rechentechnik und Datenverarbeitung
- 1973–1979  Leiter des Forschungskollektivs „Mathematische Grundlagen der Informationsverarbeitung“
- 1954–1961  Mitglied der Gesellschaft für Angewandte Mathematik und Mechanik (GAMM)
- 1961–1990  Mitglied der Mathematischen Gesellschaft  (MGDDR)
- 1964–1968  Mitglied der Arbeitsgruppe „Mathematisch-naturwissenschaftliche Grundlagenforschung für die Entwicklung der Mittel der Rechentechnik, Datenverarbeitung und Automatisierung“ beim Staatssekretariat für Forschung und Technik der DDR-Regierung
- 1964  Verdienstmedaille der DDR.

## Publikationen (Auswahl)
- Der dreiwertige Aussagenkalkül der theoretischen Logik und seine Anwendung zur Beschreibung von Schaltungen, die aus Elementen mit zwei stabilen Zuständen bestehen. ZAMM, Bd. 34 (1954) H. 8–9, S. 308–311.
- Die Verwendung von Aussagekalkülen zur Beschreibung elektrischer Schaltungen.  Zs. für Mathematische Logik und Grundlagen der Mathematik, Bd. 1 (1955) H. 3/4, S. 304–309.
- Die Umformung logischer Ausdrücke mit Hilfe programmgesteuerter Rechenanlagen. Zs. für Mathematische Logik und Grundlagen der Mathematik, Bd. 2 (1956) H. 2, S. 57–58.
- Über eine Theorie einiger Klassen von elektrischen Schaltungen. Zs. für Mathematische Logik und  Grundlagen der Mathematik, Bd. 3 (1957) H. 3/4,  S. 225–291.
- Über die Verwendung eines Aussagenkalküls bei der Synthese von Rechenwerken. Zs. für Mathematische Logik und Grundlagen der Mathematik, Bd. 3 (1957) H. 3/4,  S. 292–302.
- Zu einer Arbeit von A. Svoboda. In: Nikolaus Joachim Lehmann (Hrsg.): Aktuelle Probleme der Rechentechnik. Bericht über das Internationale Mathematiker-Kolloquium, Dresden, 22. bis 27. November 1955; anlässlich der Einweihung der neuen Räume der Mathematischen Institute der Technischen Hochschule Dresden. Deutscher Verlag der Wissenschaften, Berlin 1957, S. 155.
- Ein Verfahren zum Aufstellen optimaler Normalformen bei gegebenen Primimplikanten. Zs. für Mathematische Logik und Grundlagen der Mathematik, Bd. 5 (1959) H. 3/4, S. 334–339.
- Untersuchungen über optimale Ausdrücke des Aussagekalküls. Wiss. Zeitschrift der TH Dresden,  Band 9 (1959/60) S. 1–4.
- Vereinfachung der Synthese von gewissen Reihenparallelschaltungen durch Aufspalten in Teilprobleme. ZAMM, Bd. 40 (1960) H. 1–3, S. 125–130.
- Zum Ausmultiplizieren der Klammern beim Verfahren von Nelson. ZAMM, Bd. 41 (1961) Sonderheft; T 77-T 79.
- Über die Synthese von Reihenparallelschaltungen bei unvollständig gegebenen Arbeitsbedingungen. Zs. für Mathematische Logik und Grundlagen der Mathematik, Bd. 8 (1962) H. 3/4, S. 165–199.
- Zur Umformung einer speziellen Klasse von Rechenverfahren. Zs. für Mathematische Logik und  Grundlagen der Mathematik, Bd. 8 (1962) H. 3/4,  S. 201–246.
- Eine Halbordnung im Aussagekalkül. Zs. für Mathematische Logik und Grundlagen der Mathematik, Bd. 9 (1963) H. 1,  S. 21–52.
- Reduktion der Anzahl der Variablen bei gewissen Syntheseproblemen. Zs. für Mathematische Logik und Grundlagen der Mathematik, Bd. 9 (1963) H. 2,  S. 111–112.
- Ein Verfahren zum Aufsuchen minimaler Ausdrücke. Zs. für Mathematische Logik und Grundlagen der Mathematik, Bd. 9 (1963) H. 2, S. 125–140.
- Eine Bemerkung zur Zeilendominanz beim Aufsuchen optimaler Normalformen. Zs. für Mathematische Logik und Grundlagen der Mathematik, Bd. 11 (1965) H. 4, S. 273–276.
- Das Syntheseproblem der Schaltalgebra und seine Mathematische Formulierung. Zs. für Mathematische Logik und Grundlagen der Mathematik, Bd. 12 (1966) H. 4, S. 13–22.